# 愛知女子中学生集団入水自殺事件
愛知女子中学生集団入水自殺事件とは、1977年（昭和52年）に愛知県で3人の女子中学生が集団で入水自殺を図って、うち2人が死亡した事件のことをいう。

## 事件の経緯
1977年（昭和52年）6月25日の夕方、愛知県海部郡甚目寺町（現・あま市）の上萱津車屋に位置している萱津神社の東側を流れる五条川右岸から、甚目寺中学3年生の女子生徒、A（14歳）とB（14歳）およびC（14歳）の3人が、D（14歳）の見ている前で制服を着用した状態で手をつなぎながら川へ飛び込んだ。6時過ぎにDは友達が川に飛び込んだことを海部東部消防署を通して津島署に知らせると、本格的な捜索が開始された。Cは約80メートル流されたものの、自力で岸に這い上がって付近の住民に救助された。一方で、津島署員や機動隊員、地元消防団員ら計250人ほどが投光器やボートを用いて探索にあたったにもかかわらず、AとBは行方不明の状況が続いた。その後、2日半ほど経った28日の朝7時ごろ、現場から約5キロ下流に位置する名古屋市中川区富田町万場の万場小橋すぐ下の右岸で、Aがセーラー服姿の水死体で流されているところを捜索班が発見した。その1時間ほど後には、Aの発見現場からさらに約6キロ下流に位置している名古屋市港区南陽町新田の日の出橋から50メートルほど離れた所で、Bが同じくセーラー服姿の水死体で流されているのを通行人が発見した。

## 心中の動機
この日は土曜日で、入水自殺を図った3人はD及び他の2人の計6人で学校を終えた後に萱津神社へ向かって、そこで学校に対する愚痴や友達に関する悩みなどを数時間話し合った。そのうち2人が立ち去ったものの、残った4人でなおも話を続けていた。暫くしてから川岸へ降り立って五条川の濁流を眺めていたところ、「一緒に死のう」と話がまとまり、それに賛同しなかったDを除いた3人で川へ飛び込んだ。
集団で飛び込みながらも1人だけ助かったCは直後に次のような証言を行った。「私はきょうはAに借りていた体操着を教室へ返しに行った。窓からこっそり返そうとしたが、先生に見つかり、きつくしかられた。先生が『君のおかげで5分間授業ができなかった』と言われ、『どういうふうに責任を取ったらいいんですか』と聞き返したところ、『そんなことが中三になってもわからないのか』と頭ごなしにどなられた。萱津神社でめいめいが学校でのこんなできごとを話合い、その時はいったん胸のつかえがおりたような気になっていた。そのあと雨で増水した川岸へ降りた。激しい勢いの濁流をじっと見つめていると飛び込んでみたい気持に襲われ、だれかが『死んでしまおうか』と言った時、私もふっとそんな気になった。Dだけが『そんなことやめて』と止めにかかったが、三人とも一斉に飛び込んだ。私は苦しまぎれに夢中で泳いで岸にたどりついた。助かってよかったとは思っていない。」
また、Cのカバンの中からは、「みんなごめんなさいね。まだ怒っていますか。私の本心をわかってもらおうと思った。今とってもさびしい気持ちです」といった内容の走り書きがなされたメモが見つかった。
なお、死亡したAとBはハンドボール部の選手で、CやDとも普段から仲が良かった。一方で、AとBは5月初めに校庭でボンド遊びをしていたところを教師に見つかり注意されていた。それに不満を抱いた2人はもう1人の友達と一緒に家出をして、中学の2年先輩が住む名古屋市熱田区のアパートに3日ほど滞在してから家に戻った。家出をしたことで両親や教師から厳しく叱責されたものの、その後は学校を休むこともなかった。6月5日からは2泊3日で東京や箱根方面への修学旅行にも参加したが、その際には明るく振舞っていたという。
このような結末を迎えたことに甚目寺中学の校長Yは、「全く申し訳ない。非行と家出のショックはすっかりなくなっていたと思っていたのに。集団自殺ということに大きなショックを受けている」、さらに担任の教師は、「自殺の動機は思い当たらない」とそれぞれ語った。
警察によれば、女子生徒たちが日頃の生活態度を両親や教師に注意されていたこと、友人関係の悩みがあったこと、さらに期末テストが近づいていたことなどもあって、衝動的に集団自殺を図ったと見ている。

### 註釈
1. ↑  地点は事件現場の詳細な場所を示すものではない。
2. ↑  当時の接着剤に含まれていたトルエンを吸引する行為[4]。シンナー#シンナー中毒も参照。